# 梁健明
梁健明（？—），广东肇庆人，中华人民共和国外交官。

## 生平
梁健明曾任驻澳大利亚大使馆政务参赞。1995年5月，出任中国驻墨尔本总领事。1999年9月，出任中华人民共和国驻圣卢西亚大使。2002年2月，自驻圣卢西亚大使离任。